# Saint-Poncy
Saint-Poncy település Franciaországban, Cantal megyében. Lakosainak száma 337 fő (2022. január 1.). Saint-Poncy Bonnac, Celoux, La Chapelle-Laurent, Lastic, Massiac, Saint-Mary-le-Plain és Vieillespesse községekkel határos.

## Népesség
A település népessége az elmúlt években az alábbi módon változott:
| Lakosok száma | 473  | 418  | 376  | 322  | 334  | 345  | 355  | 362  | 354  | 337  |
|               | 1968 | 1982 | 1990 | 2006 | 2013 | 2015 | 2017 | 2019 | 2020 | 2022 |